# Maurice Pellé

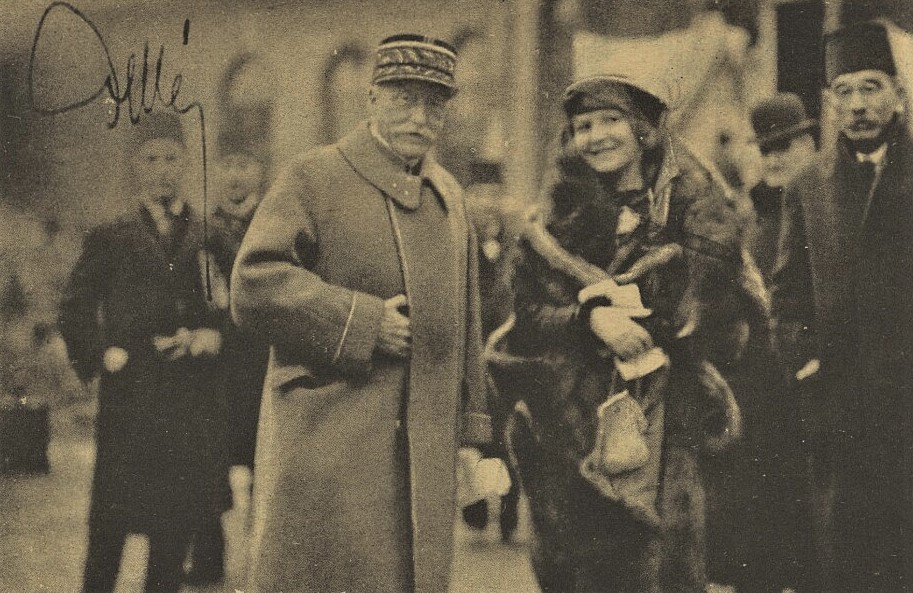
Generál Pellé s manželkou, Istanbul 1923

Maurice César Joseph Pellé (18. dubna 1863 Douai – 16. března 1924 Toulon) byl francouzský generál, účastník francouzské vojenské mise v Československu, náčelník československého Hlavního štábu branné moci v letech 1919 až 1921.

## Život

### Mládí a vojenská kariéra
Narodil se do rodiny francouzského důstojníka a později i generála Charlese Henriho Josepha Pellého a jeho ženy Céline Virginie Aimée Augustine Bruneauové. Po studiích na lyceu v Douai studoval od října 1882 vojenství na École Polytechnique. Poté jako premiant ročníku absolvoval roku 1885 doplňující vojenské studium na École d'application de l'artillerie et du génie. Od září 1885 velel dělostřelecké četě u 12. dělostřeleckého pluku. V letech 1888 až 1889 studoval na École de cavalerie. Následně se vrátil na École d'application de l'artillerie et du génie, tentokráte již v roli instruktora. Od listopadu 1891 byl zástupcem velitele 11. dělostřeleckého pluku, od dubna 1892 pak působil ve stejné funkci u 16. dělostřeleckého pluku. V říjnu 1893 nastoupil na École supérieure de guerre. Od léta 1895 podstoupil roční stáž u štábů různých druhů zbraní, poté se stal konceptním důstojníkem Prvního oddělení Generálního štábu pro organizační a mobilizační záležitosti. V únoru 1898 byl pověřen velením 3. baterie 12. dělostřeleckého pluku, kde absolvoval povinnou dvouletou velitelskou praxi u útvaru. Díky jeho skvělým studijním výsledkům za celé období studií mu byla praxe o čtyři měsíce zkrácena a v prosinci 1898 se tak mohl stát náčelníkem štábu Velitelství vojenského teritorie Diego-Suarez na Madagaskaru. Zde se setkal s plukovníkem Joffrem, pozdějším francouzským maršálem, tehdy jeho přímým nadřízeným. Na Madagaskaru strávil čtyři roky, za svou službu obdržel rytířský stupeň Čestné legie.
V roce 1903 se vrátil do svého rodného města, když zde velel v hodnosti majora 1. oddílu 15. dělostřeleckému pluku. Roku 1904 byl převelen k 40. dělostřeleckému pluku, opět ve funkci velitele oddílu. Poté se roku 1906 vrátil do Prvního oddělení Generálního štábu, v dubnu 1907 se stal dělostřeleckým inspektorem u Inspection permanente des Écoles. V prosinci 1908 získal podplukovnickou hodnost a v únoru 1909 byl jmenován vojenským atašé v Německu. V Německu strávil tři roky, jako atašé zde prováděl špionáž a za svou službu byl povýšen na plukovníka generálního štábu. V září 1912 byl přidělen jako velitel k 8. dělostřeleckému pluku, po třech měsících byl vyslán do Maroka jako náčelník štábu vysokého komisaře Francie v Maroku.

### První světová válka
Po vypuknutí první světové války byl, díky známosti s generálem Joffrem, nyní nejvyšším velitelem francouzské armády, v srpnu 1914 jmenován do funkce podnáčelníka štábu Hlavního velitelství pro organizaci. Dne 27. října 1914 byl povýšen do hodnosti brigádního generála. V prosinci 1915 získal funkci podnáčelníka štábu Hlavního velitelství pro mimofrancouzská bojiště a pro spolupráci se spojenci. Po odvolání generála Joffreho byl Pellé v lednu 1917 přidělen k frontovému útvaru – velel 153. divizi pěchoty. S ním se zúčastnil útoku u Chemin des Dames, kde se vyznamenal, a byl převelen jako velitel 5. sboru první francouzské armády a povýšen na divizního generála. V této funkci zůstal až do konce války.

### Vojenská mise v Československu
V lednu 1919 byl jmenován do čela francouzské vojenské mise v ČSR, a to díky svým organizačním schopnostem a skvělé znalosti němčiny. Dne 13. února 1919 přijel do Prahy a o čtyři dny později se stal náčelníkem Hlavního štábu branné moci, který byl schválen až příkazem ministra obrany v květnu téhož roku. Kvůli kritické situaci na východních hranicích nového státu, kde českoslovenští vojáci bojovali proti Maďarům, byl dne 4. června jmenován vrchním velitelem československé armády, kterým zůstal do října 1919. Podařilo se mu vybudovat struktury generálního štábu, postavil armádu na moderní základy a podpořil zavedení všeobecné vojenské služby.

### Manželství s Češkou a závěr života
V lednu 1921 stal se vysokým komisařem Francie v tureckém Istanbulu. Měl dohlížet na plnění mírových dohod ze Sèvres, byl předseda komise pro úžiny[ujasnit] a podílel se na přípravě mezinárodní konference v Lausanne. Dne 23. dubna 1921 se vrátil do Prahy, aby se zde oženil s Járou Braunerovou (neteří malířky Zdenky Braunerové a vnučkou politika Dr. Braunera); v roce 1922 se jim narodila dcera Maryška. Jeho zdravotní stav se kvůli pracovní zátěži zhoršoval, v létě 1923 podstoupil zdravotní dovolenou, v lednu 1924 byl na šest týdnů hospitalizován. Nakonec se vydal na léčebný pobyt na jih Francie, kde dne 16. března 1924 zemřel v Toulonu v nemocnici svaté Anny. Byl pohřben ve vojenské kapli v pařížské Invalidovně.

## Posmrtné pocty
Na Pelléovu počest je nazvána ulice v Praze-Bubenči a také Pelléova vila v této ulici, obdobně ulice ve středočeských Dobřichovicích, kde má rodina jeho manželky vilu (taktéž Pelléova vila).

## Vyznamenání

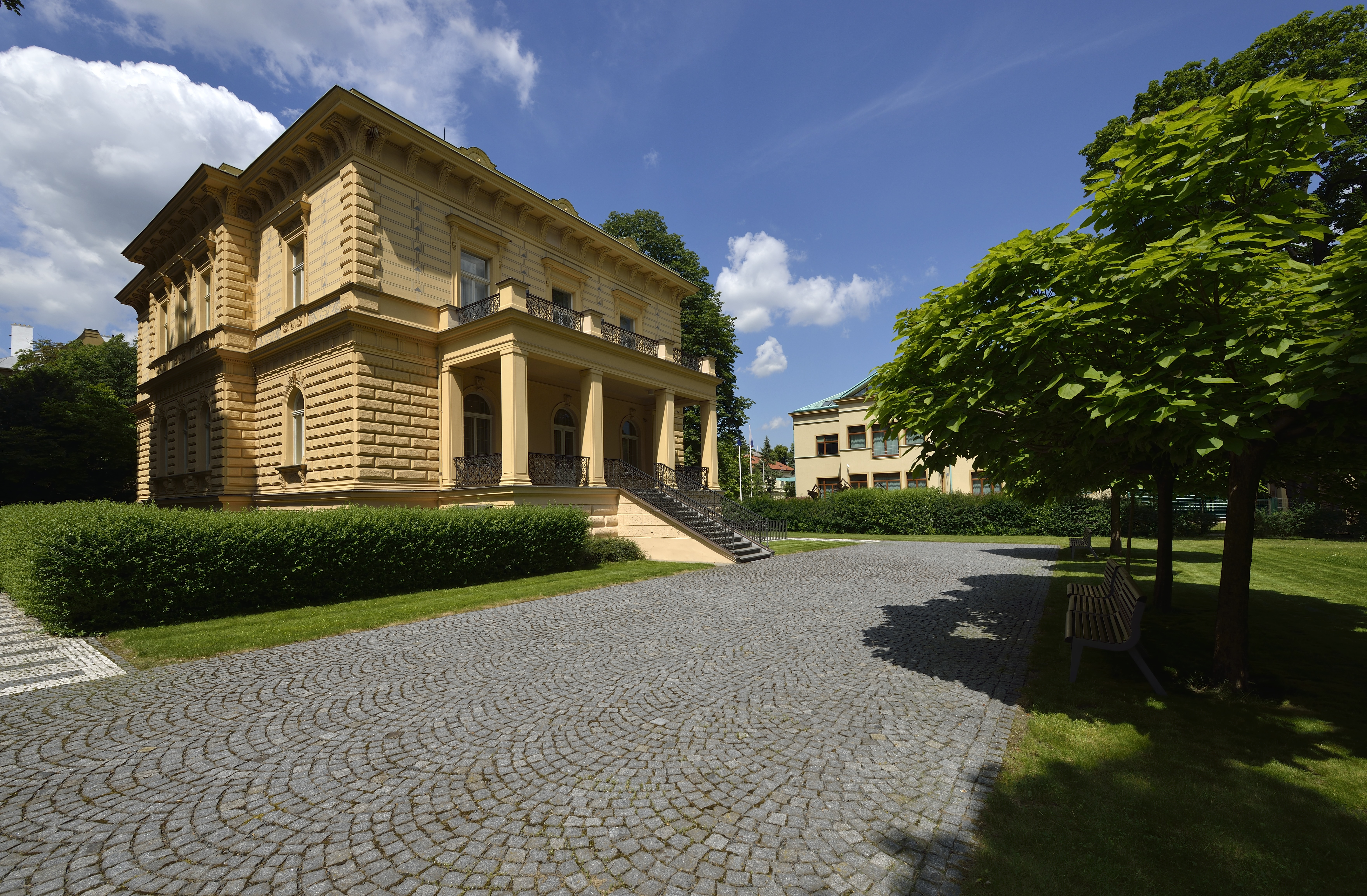
Vila v Bubenči

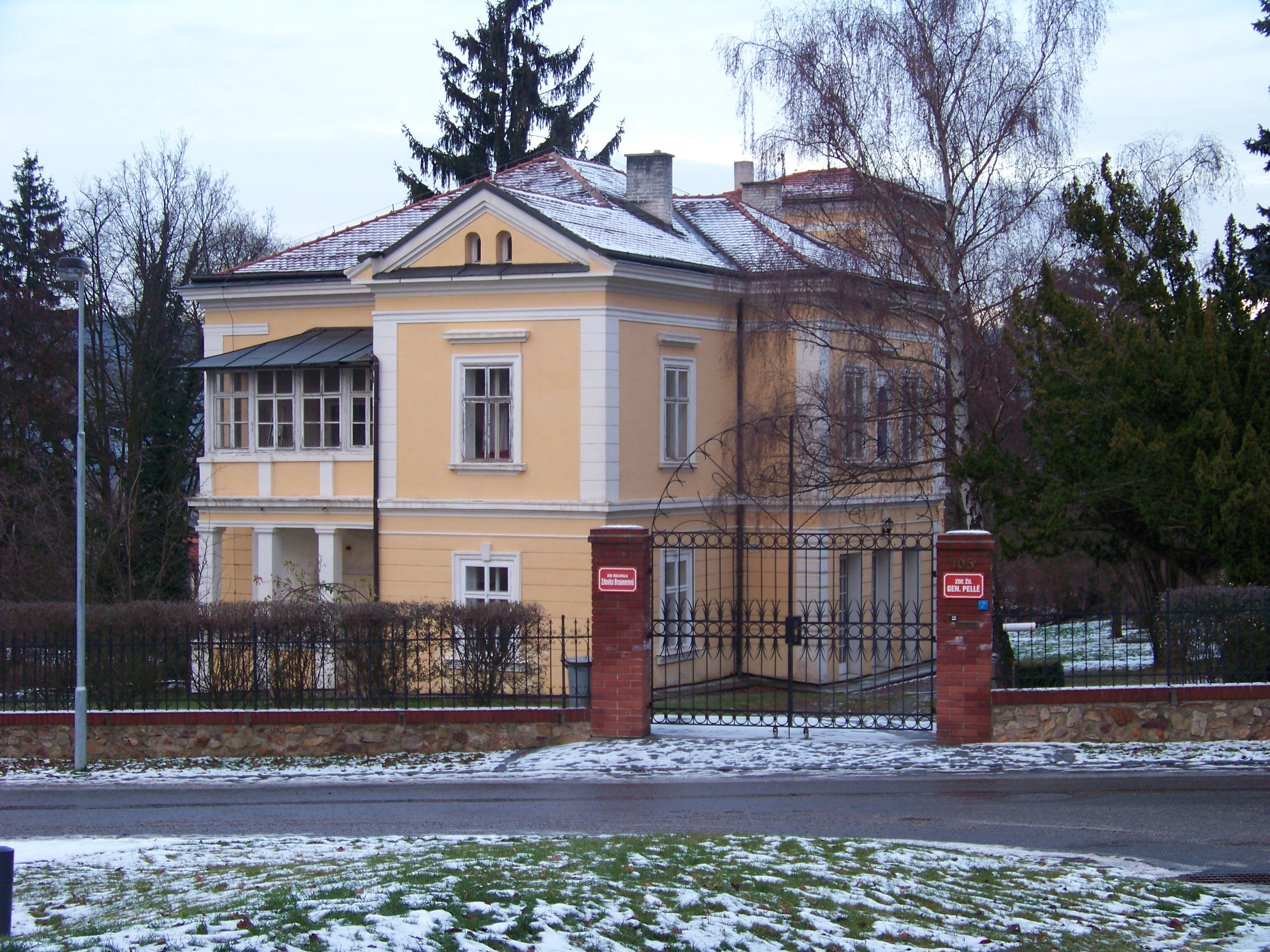
Vila v Dobřichovicích

- |  |  |  |  Řád čestné legie, obdržel všechny třídy
- francouzský Válečný kříž 1914–1918, udělen 3x
- francouzský Řád akademických palem, II. třídy – důstojník
- československý Řád Bílého lva, I. třídy – velkokříž
- Československý válečný kříž 1914–1918
- belgický Řád Leopolda [3], II. třídy – velkodůstojník
- belgický Řád koruny, II. třídy – velkodůstojník
- belgický Válečný kříž „Croix de Guerre 1915“ [4]
- britský Řád lázně, rytíř komandér
- ruský Řád svaté Anny, I. třída
- 2. a 3. třída španělského Vojenského záslužného řádu
- italský Řád sv. Mauricia a sv. Lazara, II. třídy – velkodůstojník
- rumunský Řád rumunské hvězdy[5], I. třídy – velkokříž
- srbský Řád bílého orla, II. třída – velkodůstojník
- japonský Řád vycházejícího slunce, II. třídy – velkodůstojník
- marocký Řád Ouissam Alaouite [6], II. třída – velkodůstojník
- Řád Ouissam Alaouite, V. třída – rytíř
- perský Řád lva a slunce [7], I. třída
- tuniský Řád slávy, V. třída – rytíř